# Эндрюс, Дилан
Ди́лан Э́ндрюс (англ. Dylan Andrews; род. 15 ноября 1979, Веллингтон) — новозеландский боец смешанного стиля, представитель средней и полусредней весовых категорий. Выступает на профессиональном уровне начиная с 2006 года, известен по участию в турнирах таких бойцовских организаций как UFC, ACB, Legend FC, Australian FC, владел титулами чемпиона по версиям Nitro MMA и Superior Challenge. Участник 17 сезона бойцовского реалити-шоу The Ultimate Fighter.

## Биография
Дилан Эндрюс родился 15 ноября 1979 года в Веллингтоне, представитель коренного новозеландского народа маори. Его детство было достаточно тяжёлым, родители злоупотребляли алкоголем и наркотиками, в школе он постоянно подвергался нападкам со стороны сверстников. В молодости увлекался многими видами спорта, в том числе играл в регби, крикет и сквош.
Некоторое время проживал в городе Факатане, затем в период 1996—1997 годов учился в старшей школе в Лоуэр-Хатт. Родители не уделяли большого внимания образованию своего сына, поэтому он, так и не доучившись, вынужден был устроиться на работу.
В 2003 году переехал на постоянное жительство в Австралию, где по-настоящему увлёкся смешанными единоборствами, в частности с 2004 года проходил подготовку в зале Lion’s Den Academy в Сиднее.

### Начало профессиональной карьеры
Дебютировал в смешанных единоборствах на профессиональном уровне в июле 2006 года, выиграв у своего соперника техническим нокаутом за 52 секунды. Дрался в различных небольших австралийских промоушенах, таких как XFC, Warriors Realm, Shooto Australia, Cage FC — из всех поединков неизменно выходил победителем. Первое в карьере поражение потерпел в феврале 2006 года — техническим нокаутом от опытного американца Брайана Эберсоула, который на тот момент имел на счету уже 37 побед.
В последующие пару лет получил репутацию крепкого и неуступчивого бойца, побеждая в большинстве своих поединков. В апреле 2010 года встретился с ветераном ММА Шоуни Картером, выиграв у него единогласным решением судей. Выступал на первых турнирах организаций Legend Fighting Championship и Australian Fighting Championship. Дрался с достаточно сильным американским бойцом Джесси Тейлором — в первом же раунде попался в удушающий приём «гильотина» и, не желая сдаваться, потерял сознание, в результате чего была зафиксирована техническая сдача. В марте 2012 года завоевал титул чемпиона Nitro MMA в средней весовой категории.

### The Ultimate Fighter
Эндрюс трижды пытался попасть в число участников популярного бойцовского реалити-шоу The Ultimate Fighter, подавал заявки на тринадцатый и пятнадцатый сезоны, а также на специальный австралийский сезон The Smashes, однако во всех случаях терпел неудачу, в том числе и из-за того что не мог уложиться в рамки полусреднего веса. Тем не менее, он не сдавался и с четвёртой попытки всё-таки был принят в число участников семнадцатого сезона, став первым в истории шоу участником из народа маори.
Благополучно преодолел своего оппонента на предварительном отборочном этапе, однако его выступление не впечатлило судей, и в итоге он попал в команду тренера Джона Джонса под самым последним номером. Продвигаясь дальше по турнирной сетке, взял верх над Заком Каммингсом и Люком Барнаттом, однако на стадии полуфиналов техническим нокаутом проиграл представителю Ямайки Юрае Холлу.

### Ultimate Fighting Championship
Благодаря удачному выступлению в TUF Эндрюс был приглашён в крупнейшую бойцовскую организацию мира Ultimate Fighting Championship и успешно дебютировал здесь, выиграв техническим нокаутом у Джимми Квинлана. В следующем поединке вышел в октагон против конголезца Папи Абеди, находился под контролем бо́льшую часть боя, однако в третьем раунде предпринял успешную атаку и нокаутировал своего соперника.
При всём при том, дальнейшая его карьера в UFC сложилась не очень удачно, в период 2013—2015 годов из-за травмы он провёл только лишь три боя и во всех трёх проиграл. В поединке со своим коллегой по семнадцатому сезону TUF Клинтом Хестером потерпел досрочное поражение из-за полученного во втором раунде вывиха плеча, оказался в нокауте в бою с Сэмом Алви, проиграл сдачей англичанину Брэду Скотту. По итогам такой неудачной серии организация не стала продлевать с ним контракт.

### Последующая карьера
Покинув UFC, Дилан Эндрюс продолжил выступать в менее престижных промоушенах. Так, в апреле 2017 года он провёл матч-реванш против Папи Абеди и вновь нокаутировал его, завоевав при этом титул чемпиона Superior Challenge в среднем весе.
В декабре 2017 года выступил на турнире российской организации Absolute Championship Berkut, проиграв техническим нокаутом Азамату Амагову.

## Статистика в профессиональном ММА
| Боёв 26  | Побед 18 | Поражений 8 |
| -------- | -------- | ----------- |
| Нокаутом | 13       | 4           |
| Сдачей   | 3        | 4           |
| Решением | 2        | 0           |

| Результат    | Рекорд   | Соперник               | Способ                        | Турнир                                   | Дата            | Раунд | Время | Место                      | Примечание                                                |
| ------------ | -------- | ---------------------- | ----------------------------- | ---------------------------------------- | --------------- | ----- | ----- | -------------------------- | --------------------------------------------------------- |
| Поражение    | 18-8 (1) | Азамат Амагов          | TKO (удары руками)            | ACB 76                                   | 9 декабря 2017  | 2     | 1:08  | Голд-Кост, Австралия       | Дебют в полусреднем весе.                                 |
| Победа       | 18-7 (1) | Папи Абеди             | KO (ногой в голову)           | Superior Challenge 15                    | 1 апреля 2017   | 2     | 4:16  | Стокгольм, Швеция          | Выиграл титул чемпиона Superior Challenge в среднем весе. |
| Поражение    | 17-7 (1) | Брэд Скотт             | Сдача (гильотина)             | UFC Fight Night: Miocic vs. Hunt         | 10 мая 2015     | 2     | 4:54  | Аделаида, Австралия        |                                                           |
| Поражение    | 17-6 (1) | Сэм Алви               | KO (удары руками)             | UFC Fight Night: Rockhold vs. Bisping    | 8 ноября 2014   | 1     | 2:16  | Сидней, Австралия          |                                                           |
| Поражение    | 17-5 (1) | Клинт Хестер           | TKO (остановлен врачом)       | UFC Fight Night: Hunt vs. Bigfoot        | 7 декабря 2013  | 2     | 5:00  | Брисбен, Австралия         | Эндрюс вывихнул плечо во втором раунде.                   |
| Победа       | 17-4 (1) | Папи Абеди             | KO (удары руками)             | UFC Fight Night: Condit vs. Kampmann 2   | 28 августа 2013 | 3     | 1:32  | Индианаполис, США          |                                                           |
| Победа       | 16-4 (1) | Джимми Квинлан         | TKO (удары руками)            | The Ultimate Fighter 17 Finale           | 13 апреля 2013  | 1     | 3:22  | Лас-Вегас, США             |                                                           |
| Победа       | 15-4 (1) | Хале Вааса             | Единогласное решение          | Nitro MMA 5                              | 24 марта 2012   | 3     | 5:00  | Логан-Сити, Австралия      | Выиграл титул чемпиона Nitro в среднем весе.              |
| Победа       | 14-4 (1) | Стив Томас             | TKO (отказ)                   | Cage FC 20                               | 24 февраля 2012 | 1     | 5:00  | Голд-Кост, Австралия       |                                                           |
| Победа       | 13-4 (1) | Росс Доллоу            | TKO (удары руками)            | Australian FC 2                          | 3 сентября 2011 | 1     | 0:57  | Мельбурн, Австралия        |                                                           |
| Победа       | 12-4 (1) | Роб Джуффрида          | TKO (удары руками)            | Nitro MMA 3                              | 9 июля 2011     | 2     | 4:24  | Логан-Сити, Австралия      |                                                           |
| Поражение    | 11-4 (1) | Джесси Тейлор          | Техническая сдача (гильотина) | Australian FC 1                          | 12 ноября 2010  | 1     | 2:40  | Мельбурн, Австралия        |                                                           |
| Поражение    | 11-3 (1) | Джеймс Вайниколо       | Сдача (удушение сзади)        | Xtreme MMA 2: ANZ vs. USA                | 31 июля 2010    | 2     | 4:14  | Сидней, Австралия          |                                                           |
| Победа       | 11-2 (1) | Шоуни Картер           | Единогласное решение          | Cage FC 13                               | 16 апреля 2010  | 3     | 5:00  | Голд-Кост, Австралия       |                                                           |
| Не состоялся | 10-2 (1) | Дорйдерем Мунхбаясгала | NC (удары по затылку)         | Legend FC 1                              | 11 января 2010  | 1     | 0:50  | Гонконг, Китай             |                                                           |
| Победа       | 10-2     | Джефф Кинг             | Сдача (гильотина)             | Cage FC 11                               | 20 ноября 2009  | 1     | 4:58  | Сидней, Австралия          |                                                           |
| Победа       | 9-2      | Юдзи Хисамацу          | TKO (удары руками)            | FightWorld Cup 2: Return of the Warriors | 18 апреля 2009  | 1     | 2:33  | Неранг, Австралия          |                                                           |
| Победа       | 8-2      | Сандро Сампайо         | TKO (удары руками)            | TTCW 2: North vs. South                  | 22 ноября 2008  | 1     | 1:02  | Кентербери, Новая Зеландия |                                                           |
| Поражение    | 7-2      | Джейкоб О’Коннелл      | Сдача (анаконда)              | Cage FC 6: Eliminator                    | 7 ноября 2008   | 1     | 0:37  | Сидней, Австралия          |                                                           |
| Победа       | 7-1      | Марвин Арнольд Блео    | TKO (удары руками)            | TTCW 1: Two Worlds Collide               | 24 мая 2008     | 1     | 1:50  | Кентербери, Новая Зеландия |                                                           |
| Поражение    | 6-1      | Брайан Эберсоул        | TKO (удары руками)            | Cage FC 3                                | 15 февраля 2008 | 2     | 4:26  | Сидней, Австралия          |                                                           |
| Победа       | 6-0      | Апи Хемара             | Сдача (удушение сзади)        | Cage FC 2                                | 23 ноября 2007  | 2     | 3:15  | Сидней, Австралия          |                                                           |
| Победа       | 5-0      | Кал Бейси              | TKO (удары руками)            | Cage FC 1                                | 27 июля 2007    | 1     | 1:50  | Сидней, Австралия          |                                                           |
| Победа       | 4-0      | Стивен Уолтон          | Сдача (удушение сзади)        | Shooto Australia: Superfight Australia 1 | 26 мая 2007     | 2     | 4:23  | Перт, Австралия            |                                                           |
| Победа       | 3-0      | Йоанн Гуаида           | TKO (удары руками)            | Warriors Realm 8                         | 23 марта 2007   | 2     | N/A   | Саншайн-Кост, Австралия    |                                                           |
| Победа       | 2-0      | Ленни Кент             | KO (удары руками)             | Warriors Realm 7                         | 4 ноября 2006   | 1     | 3:14  | Саншайн-Кост, Австралия    |                                                           |
| Победа       | 1-0      | Адам Нарнст            | TKO (удары руками)            | XFC 11                                   | 7 июля 2006     | 1     | 0:52  | Логан-Сентрал, Австралия   |                                                           |